# Jornal da Certã

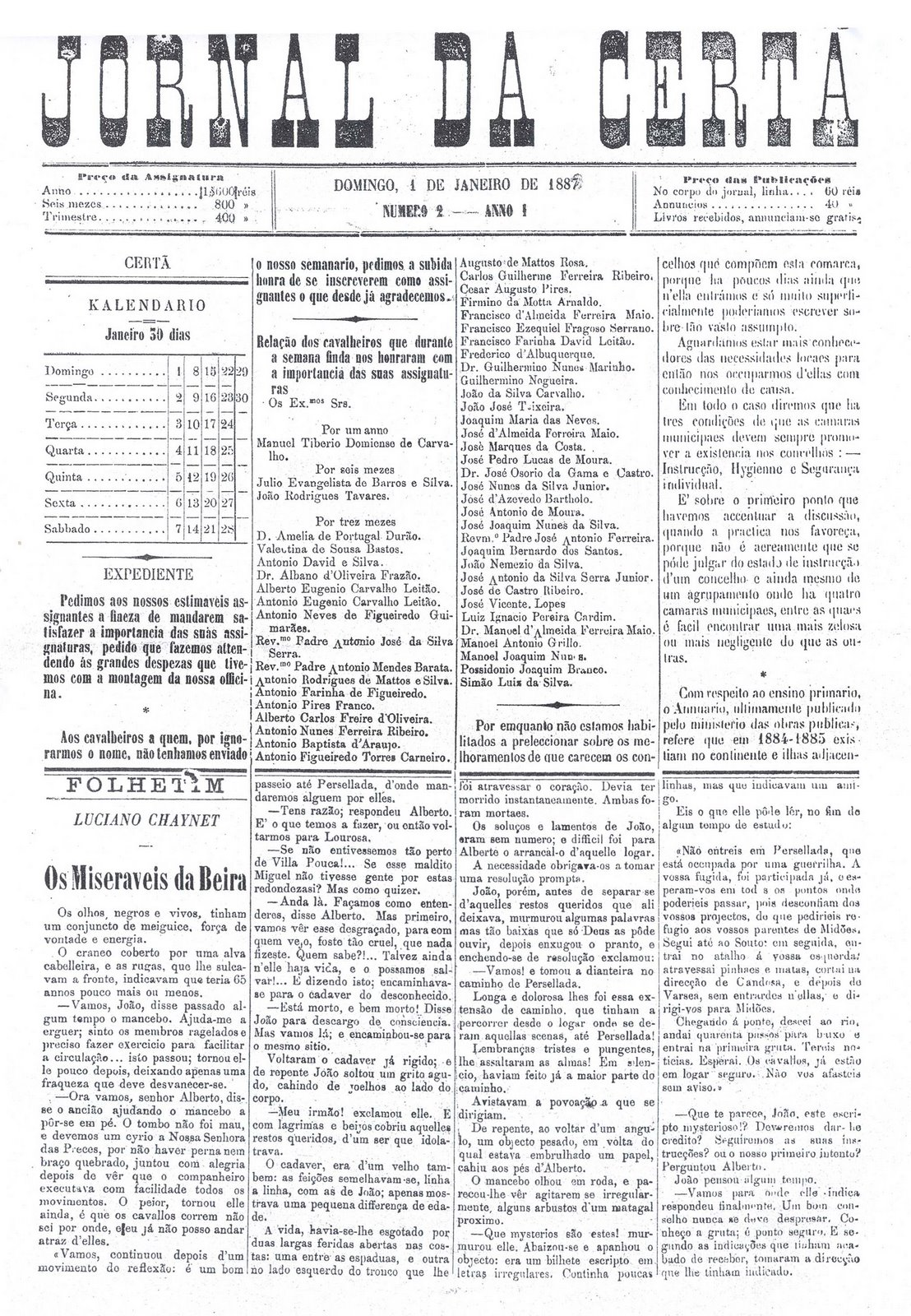
Primeira página do segundo número do Jornal da Certã, em 1887.

O Jornal da Certã foi publicado entre 25 de dezembro de 1886 e 30 de dezembro de 1888. Foi dirigido por Francisco de Paula Oliveira de Carvalho. Presume-se que este semanário tenha sido o segundo jornal a ser publicado na vila da Sertã, sendo apenas antecedido pelo Correio da Sertã (publicado entre 1 de novembro de 1884 a 29 de novembro de 1894).
Os destaques do primeiro número do Jornal da Certã foram para a sessão da Câmara Municipal de 14 de dezembro de 1887, onde se indeferiu um requerimento pedindo um subsídio de lactação, e para os preparativos da criação do Club Sertaginense: “Reuniram hoje (25 de dezembro de 1887) os sócios do Club Sertaginense [que daria origem ao Grémio Sertaginense e mais tarde ao Clube da Sertã], há dias creado n’esta villa. Consta-nos que o fim para que se reuniram fôra a leitura e approvação do projecto de Estatutos”, podia ler-se no primeiro número deste semanário.
A vertente cultural tinha também um peso considerável, uma vez que durante os primeiros números o director decidiu publicar a obra «Os Miseráveis da Beira», de Luciano Chaynet.